# Mimesa caucasica
Mimesa caucasica  (лат.) — вид песочных ос (Crabronidae) рода Mimesa из подсемейства Pemphredoninae.

## Распространение
Южная и Средняя Европа (в том числе, Венгрия и Украина). Закавказье, Средняя Азия, Казахстан, Западная Сибирь, Монголия, Китай.

## Описание
Мелкие осы (самки — 7—10 мм, самцы — 6,5—8,5 мм), гнездящиеся в почве. Брюшко с длинным стебельком. Тело самки — чёрные (плечевые бугры — частично бурые; жгутик усика — коричневато-жёлтый; лапки — рыжеватые). Клипеус спереди 4-хлопастный. Виски и лицо покрыто серебристым прилегающим опушением. Передняя верхняя часть брюшка самцов (2-3-й тергиты) — красно-рыжие. Переднее крыло с 3 субмаргинальными ячейками. Усиковые ямки отделены от наличника и расположены около середины лица. Голени средних ног несут одну шпору. Усики самца 13-члениковые, самки — 12-члениковые. Нижнечелюстные щупики состоят из 6 члеников, а нижнегубные — из 4. Пустынно-степной вид. Охотятся на равнокрылых (Homoptera) из группы цикадовых Auchenorrhyncha.